# Acaulidae
Famille
Les Acaulidae constituent une famille d'hydrozoaires de l'ordre des Anthoathecatae.

## Liste des genres
Selon Catalogue of Life (6 septembre 2015) :
- genre Acaulis
- genre Acauloides
- genre Cryptohydra

Selon ITIS (6 septembre 2015) :
- genre Acaulis Stimpson, 1854
- genre Hataia Hirai & Yamada, 1965

Selon World Register of Marine Species (6 septembre 2015) :
- genre Acaulis Stimpson, 1854
- genre Acauloides Bouillon, 1965
- genre Cryptohydra Thomas, Edwards & Higgins, 1995